# Salacia macer
Salacia macer är en nässeldjursart som beskrevs av Vervoort och Watson 2003. Salacia macer ingår i släktet Salacia och familjen Sertulariidae. Inga underarter finns listade i Catalogue of Life.